# Trehörningsträsket
Trehörningsträsket är en sjö i Robertsfors kommun i Västerbotten och ingår i Kålabodaåns huvudavrinningsområde. Sjön har en area på 0,294 kvadratkilometer och ligger 68,3 meter över havet.

## Delavrinningsområde
Trehörningsträsket ingår i det delavrinningsområde (715023-175095) som SMHI kallar för Mynnar i Kålabodaån. Medelhöjden är 55 meter över havet och ytan är 22,45 kvadratkilometer. Räknas de 2 avrinningsområdena uppströms in blir den ackumulerade arean 98,52 kvadratkilometer. Vebomarksån som avvattnar avrinningsområdet har biflödesordning 3, vilket innebär att vattnet flödar genom totalt 3 vattendrag innan det når havet efter 13 kilometer. Avrinningsområdet består mestadels av skog (83 procent). Avrinningsområdet har 0,4 kvadratkilometer vattenytor vilket ger det en sjöprocent på 1,8 procent.